# Poll (filme)
Poll (em inglês: The Poll Diaries) é um filme de drama alemão de 2010, dirigido por Chris Kraus.

## Elenco
- Paula Beer como Oda von Siering
- Edgar Selge como Ebbo von Siering
- Tambet Tuisk como Schnaps
- Jeanette Hain como Milla von Siering
- Richy Müller como Mechmershausen
- Enno Trebs como Paul von Siering
- Yevgeni Sitokhin como Hauptmann Karpow
- Susi Stach como Gudrun Koskull
- Erwin Steinhauer como Professor Plötz
- Michael Kreihsl como Professor Hasenreich
- Gudrun Ritter como Oda Schaefer